# マヌエル・グラネロ
マヌエル・グラネロ・イ・バリス（Manuel Granero y Valls、1902年4月4日 - 1922年5月7日）は、スペイン・バレンシア出身の闘牛士。マドリードで、ベラグア公爵の雄牛「ポカペーナ (Pocapena)」によって命を奪われた。

## 生い立ち
マヌエル・グラネロは、1902年4月4日にバレンシアのピラール地区 (el barrio del Pilar) に生まれた。父マヌエル・グラネロ・グラネロ (Manuel Granero Granero) はバレンシアのチェラ出身で、母コンスエロ・バリス・フリア (Consuelo Valls Juliá) はマドリード出身だった。音楽教育を受け、ヴァイオリンを達者に弾いた。バレンシアで育ち、1917年6月17日以降は、サラマンカに居を移した。

## 進級儀式
グラネロは、1920年9月28日、セビリア闘牛場で進級儀式に臨んだ。介添役闘牛士 (padrino) はラファエル・ゴメス・"エル・ガリョ"、証人役闘牛士 (testigo) はマヌエル・ヒメネス・"チクエロ"であった。
進級の確認 (confirmación) は、マドリードで1921年4月22日において、ガラルド (Gallardo) の雄牛で行われた。このときの介添役もチクエロが務め、証人役はカルニセリート (Carnicerito) が務めた。1921年のうちに、グラネロは闘牛士の地位に昇格した

## 事故死
1922年5月7日、グラネロはマドリードで、フアン・ルイス・デ・ラ・ローサ、マルシアル・ラランダとともに、闘牛に臨んだ。グラネロが対峙した2頭目の「ポカペーナ」という名の、ベラグア公爵の雄牛は、グラネロの太ももを捉え、側壁を背負って座るような形に彼を倒した。続いて牛の角が闘牛士の右目を貫き、死に至らしめた。バレンシアの闘牛場前には、彫刻家アントニオ・サクラメントが制作したグラネロの栄誉を称える記念碑が建っている。